# 2001 في بنغلاديش
فيما يلي قوائم الأحداث التي وقعت خلال عام 2001 في بنغلاديش.

## سياسة

### تعيين في المنصب
- 10 أكتوبر – خالدة ضياء رئيس وزراء بنغلاديش.
- 10 أكتوبر – شيخة حسينة واجد زعيم المعارضة [الإنجليزية]‏.
- 14 نوفمبر – بدر الدجى تشودري رئيس دولة بنغلاديش.

### انتهاء فترة المنصب
- 15 يوليو – شيخة حسينة واجد رئيس وزراء بنغلاديش.
- 14 نوفمبر – شهاب الدين أحمد رئيس دولة بنغلاديش.

## مواليد

### يناير
- 1 يناير – كريشنا راني لاعبة كرة قدم بنغلاديشية.

## وفيات

### مايو
- 10 يوليو – همايون رشيد تشودري (مواليد 1928) دبلوماسي بنغلاديشي.

### يوليو
- 10 يوليو – همايون رشيد تشودري (مواليد 1928) دبلوماسي بنغلاديشي.
- 28 يوليو – أحمد صوفا (مواليد 1943) مؤلف بنغلاديشي.

### أغسطس
- 30 أغسطس – إحسان الدين تشودري (مواليد 1915)